# Абортипорус
Аборти́порус (лат. Abortiporus) — род грибов из семейства Мерулиевые (Meruliaceae).

## Описание
Плодовые тела однолетние, со слабо выраженной ножкой или подкововидные, шляпка воронковидная или плоская. Поверхность шляпки мягкая, светлая. Мякоть белая, иногда кремовая, в верхней части мягкая, легко продавливаемая, в нижней — жёсткая. Спороносная поверхность (гименофор) белая, трубчатая, поры лабиринтовидные или угловатые.
Гифальная система мономитическая, реже димитическая, гифы с пряжками. Споры неокрашенные, неамилоидные, почти шаровидные или широкоэллиптические, с гладкой стенкой. Цистиды присутствуют не у всех видов.
Представители рода, как и другие виды мерулиевых, вызывают белую гниль различных древесных пород.

## Таксономия

### Синонимы
- Heteroporus Lázaro Ibiza, 1917
- Irpicium Bref., 1912

### Виды
- Abortiporus biennis (Bull.) Singer, 1944 — Абортипорус двулетний
- Abortiporus chocoensis Læssøe & Ryvarden, 2010
- Abortiporus fractipes (Berk. & M.A.Curtis) Gilb. & Ryvarden, 1986
- Abortiporus roseus (D.A.Reid) Masuka & Ryvarden, 1992
- Abortiporus zonatus (Corner) T.Hatt., 2001